# ویشکاننک
ویشکاننک، دهستانی است از توابع بخش سنگر شهرستان رشت در استان گیلان ایران.

این روستا مابین شهر سنگر و کوچصفهان قرار دارد

## جمعیت
این روستا در دهستان سنگر قرار دارد و براساس سرشماری مرکز آمار ایران در سال ۱۳۸۵، جمعیت آن ۱۹۷۳ نفر (۵۵۱خانوار) بوده‌است.